# Абасова, Лятифа Билал кызы
Лятифа Билал кызы Абасова (азерб. Lətifə Bilal qızı Abbasova; род. 1940, Баку) — советская азербайджанская рабочая химической промышленности. Депутат Верховного Совета СССР 11-го созыва (1984—1989).

## Биография
Родилась в 1940 году в городе Баку, столице Азербайджанской ССР.
В 1967 году окончила профессионально-техническое училище № 29 города Баку.
С 1967 года — пробоотборщица, лаборант, помощник оператора установки № 104, с 1980 года — оператор установки товарного отдела цеха № 1 Бакинского нефтеперерабатывающего завода имени XXII съезда КПСС. 
Достигла высоких результатов при выполнении производственных заданий, проявила себя как опытный мастер своего дела и знаток технологии производства морозоустойчивых масел, уделяла особое внимание рациональному использованию сырья при сохранении высокого качества продукта. Первая на предприятии выдвинула предложении перехода бригады на работу подрядным методом, за счет чего бригада, в которой трудилась Абасова, выполнила производственный план 1983 года досрочно, подав рапорт о выполнении 15 декабря, и сэкономила при этом 25 тонн сырья.
Активно участвовала в общественно-политической жизни республики и Советского Союза, с 1979 года состояла в КПСС, избиралась членом Бакинского горкома Компартии Азербайджана, профкома предприятия. В 1984 году избрана депутатом Совета Союза Верховного Совета СССР 11-го созыва от Бакинского—Наримановского избирательного округа № 674, была членом Комиссии по транспорту и связи.